# Donelson R. Forsyth
John Donelson Ross Forsyth (* 1953) ist ein amerikanischer Sozialpsychologe.

## Leben und Wirken
Forsyth studierte Soziologie und Psychologie an der Florida State University und setzte sein Psychologiestudium an der University of Florida fort, wo er einen Master of Arts und einen Doktortitel erwarb. Forsyth begann seine Lehrtätigkeit als Assistenzprofessor an der Virginia Commonwealth University im Jahr 1978. Im Jahr 1983 wurde er zum außerordentlichen Professor befördert und 1989 zum ordentlichen Professor ernannt.
Im Jahr 2005 trat Forsyth der Fakultät der University of Richmond als Inhaber des Oberst Leo K. und Gaylee Thorsness Lehrstuhls für ethische Führung innerhalb der Jepson School of Leadership Studies bei. Forsyth wurde 2008 zum Fellow der American Psychological Association gewählt und diente im selben Jahr als Präsident der Society of Group Psychology and Group Psychotherapy.
Forsyths Hauptforschungsgebiete sind Menschenführung, Gruppendynamik, soziale Kognition und moralische Beurteilung. Einer seiner Schwerpunkte ist die Untersuchung von Erfolg und Misserfolg in Gruppen und bei Einzelpersonen. Er hat den Ethics Position Questionnaire entwickelt, um individuelle Unterschiede in moralischen Philosophien zu untersuchen. Weiterhin ist er Autor des Lehrbuchs Group Dynamics.